# 大平町富田
大平町富田（おおひらまちとみだ）は、栃木県栃木市の大字。郵便番号は329-4404。
　

## 地理
栃木市の中部、大平地域の西部に位置し、北で大平町西山田・大平町下皆川、東で大平町蔵井・大平町真弓、南で大平町新、南西で岩舟町静和、西で岩舟町五十畑、岩舟町和泉に接する。
栃木市役所大平総合支所や大平郵便局などの各種金融機関が所在し、大平地域の中心地となっている。JR両毛線と東武日光線が通過し、大平下駅と新大平下駅とそれぞれに駅がある。また、南北に栃木県道11号栃木藤岡線（富田バイパス）が通過し、市街地は富田バイパス以東に集中する。例幣使街道（栃木県道11号栃木藤岡線旧道）沿いには古い町並みが形成され、東武日光線の東側には日立アプライアンス栃木工場が立地する。

## 歴史

### 沿革
- 明治維新以前は例幣使街道沿いに富田宿が置かれた。
- 1888年（明治21年）5月22日 - 両毛線小山 - 桐生間が開通し、当地区の北部を通過する。
- 1889年（明治22年）4月1日 - 町村制施行により、富田村、西山田村、下皆川村が合併し下都賀郡富山村が成立、富山村大字富田となる。
- 1895年（明治28年）3月8日 -  両毛線に富山駅（現・大平下駅）が開設される。
- 1929年（昭和4年）4月1日 - 東武日光線杉戸 - 新鹿沼間が開通し、当地区の東部を通過する。
- 1931年（昭和6年）11月1日 - 東武日光線に新大平下駅が開設される。
- 1956年（昭和31年）9月30日 - 富山村が瑞穂村、水代村と合併し大平村が成立、大平村大字富田となる。
- 1961年（昭和36年）11月3日 - 大平村が町制施行し大平町となり、大平町大字富田となる。
- 2010年（平成22年）3月29日 - 大平町が栃木市（旧）、藤岡町、都賀町と合併し栃木市（新）が成立。同時に地域自治区「大平町」が設置され、栃木市大平町富田となる。

## 世帯数と人口
2017年（平成29年）8月31日現在の世帯数と人口は以下の通りである。
| 大字       | 世帯数    | 人口    |
| ---------- | --------- | ------- |
| 大平町富田 | 3,387世帯 | 7,973人 |

### 人口の変遷
総数 [戸数または世帯数：  、人口：  ]
| 1891年（明治24年） | 313戸 1,822人     |
| 1982年（昭和57年） | 2,274世帯 7,089人 |
| 2012年（平成24年） | 2,993世帯 7,725人 |
| 2017年（平成29年） | 3,315世帯 7,922人 |

## 交通
鉄道
- ■JR両毛線
  - 大平下駅
- ■東武鉄道日光線
  - 新大平下駅

路線バス
- ふれあいバス
  - 藤岡線（栃木駅 - 川連 - 富田 - 和泉 - 藤岡 - 三鴨・谷中湖）
    - JR大平下駅 - 大平郵便局前 - 栃木信用金庫大平町支店前 - 藤沼医院前 - 東武新大平下駅・プラッツおおひら - 藤沼医院前 - 足利銀行大平支店前 - ベイシア大平店前 - 富田南 - ローソン大平バイパス店前

  - 部屋線（栃木駅 - 倭町 - 片柳 - 川連 - 富田 - 水代 - 蛭沼 - 部屋）
    - おおひらふじ幼稚園前 - 三立工業前 - 富田第一自治会公民館前 - JR大平下駅 - 西地区公民館入口 - 栃木信用金庫大平町支店前 - 藤沼医院前 - 東武新大平下駅・プラッツおおひら - 医療福祉モール

道路
- 栃木県道11号栃木藤岡線（藤岡街道・富田バイパス）
- 栃木県道311号小山大平線
- 栃木県道300号新大平下停車場線（現・栃木市道）
- 栃木県道312号大平下停車場線（現・栃木市道）

## 施設
- 栃木市役所大平総合支所
- 栃木市立大平西小学校
- 栃木市大平西保育園
- おおひらふじ幼稚園
- 大平中央公園
- 大平郵便局
- 足利銀行大平支店
- 栃木信用金庫大平町支店
- 大平下病院
- 栃木警察署富田駐在所・大平駐在所
- 日立アプライアンス栃木事業所

## 小・中学校の学区
市立小・中学校に通う場合、学区は以下の通りとなる。
| 学区（自治会名） | 小学校                 | 中学校               |
| ---------------- | ---------------------- | -------------------- |
| 富田第5・第8以外 | 栃木市立大平西小学校   | 栃木市立大平中学校   |
| 富田第5・第8     | 栃木市立大平中央小学校 | 栃木市立大平南中学校 |

## その他
宇都宮市徳次郎町の智賀都神社例大祭附祭（つけまつり）で運行される彫刻屋台（山車）の彫刻は、幕末から明治にかけて当地の職人である磯邊敬信、後藤正秀、大出常吉らが手掛けたものである。